# Gabriel María Madariaga Izurza
Gabriel Madariaga Izurza (Portugalete, 1929 -19 de juliol de 2023) va ser un polític nacionalista basc.
Va treballar com a professor mercantil i assessor comptable, i va ser director administratiu a Odiel Bilbao S.A. i a Naviera García Miñaur, S.A. Militant del Partit Nacionalista Basc (PNB), en fou tinent d'alcalde a l'Ajuntament de Portugalete de 1979 a 1987, i senador per la província de Biscaia a les eleccions generals espanyoles de 1989.